# Benjamín Martínez

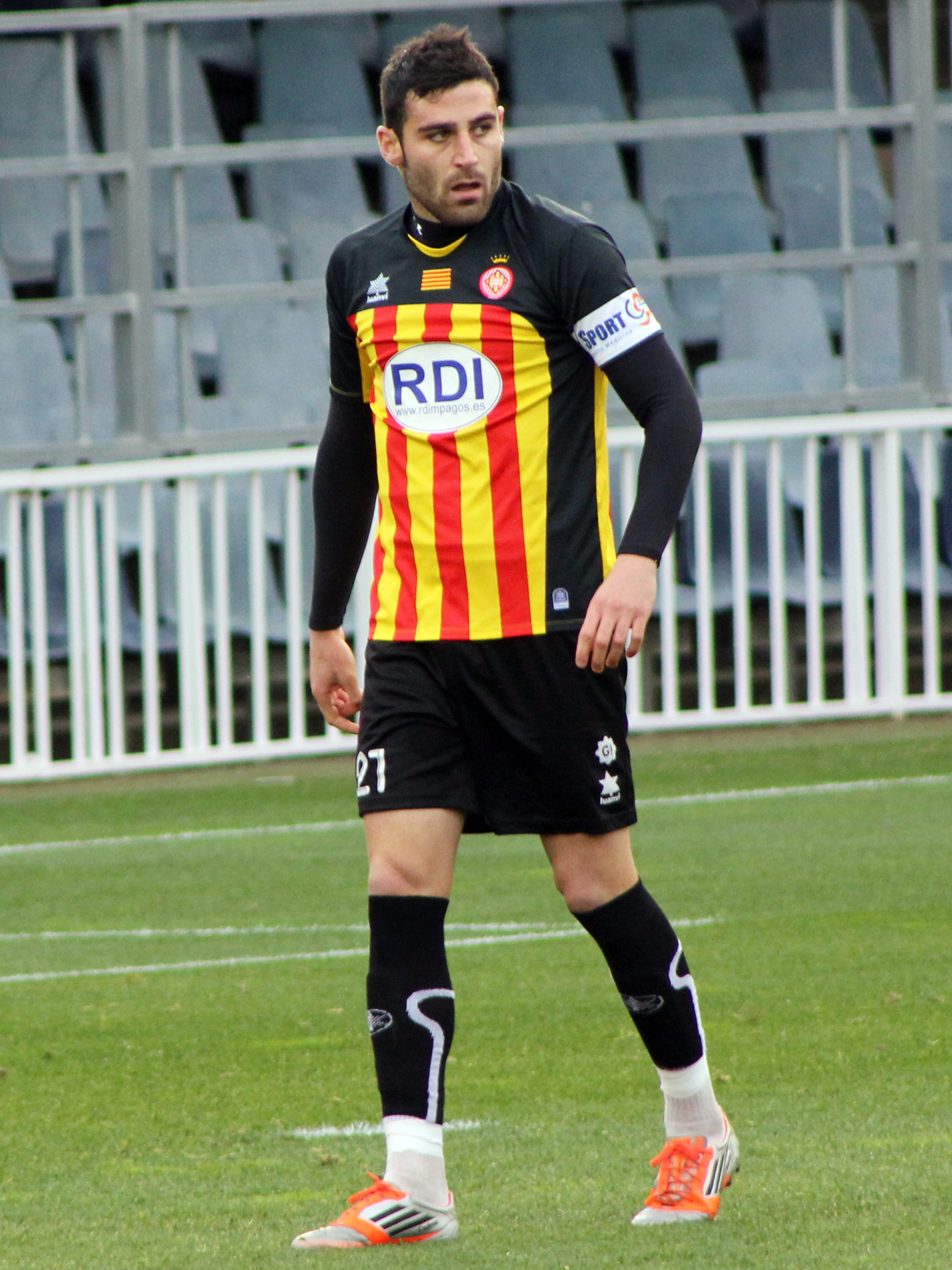
Benjamín Martínez

Benjamín Martínez Martínez (Terrassa, 23 augustus 1987), voetbalnaam Benja, is een Spaans voetballer. Hij speelt als aanvaller bij UE Llagostera.
Benja speelde voor de jeugdelftallen van CF Damm, CE Mercantil en RCD Espanyol. In het seizoen 2007/2008 stond hij onder contract bij CE Europa, waarmee de aanvaller actief was in de Tercera División. In 2008 kwam Benja naar het tweede elftal van FC Barcelona, waarna een verhuurperiode van een halfjaar volgde bij CF Reus Deportiu. In januari 2009 keerde hij terug bij FC Barcelona B. In 2011 werd zijn aflopende contract niet verlengd en vertrok Benja. De jaren daarna speelde hij voor Girona FC (2011–2013), Córdoba CF (2013–2014), UD Las Palmas (2014), CE Sabadell (2015) en UE Llagostera (vanaf 2015).

## Statistieken
| seizoen    | club             | land   | competitie                 | wed. | goals |
| ---------- | ---------------- | ------ | -------------------------- | ---- | ----- |
| 2007/08    | CE Europa        | Spanje | Tercera División Grupo 5   | ?    | ?     |
| 2008/09    | CF Reus Deportiu | Spanje | Tercera División Grupo 5   | ?    | ?     |
| 2008/09    | Barça Atlètic    | Spanje | Segunda División B Grupo 3 | 15   | 4     |
| 2009/10    | Barça Atlètic    | Spanje | Segunda División B Grupo 3 | 20   | 5     |
| 2010       | Barça Atlètic    | Spanje | Promotieplay-offs          | 5    | 3     |
| 2010/11    | FC Barcelona B   | Spanje | Segunda División A         | 21   | 5     |
| Bijgewerkt | 14-06-2011       |        |                            |      |       |